# Dorfkirche Badendiek

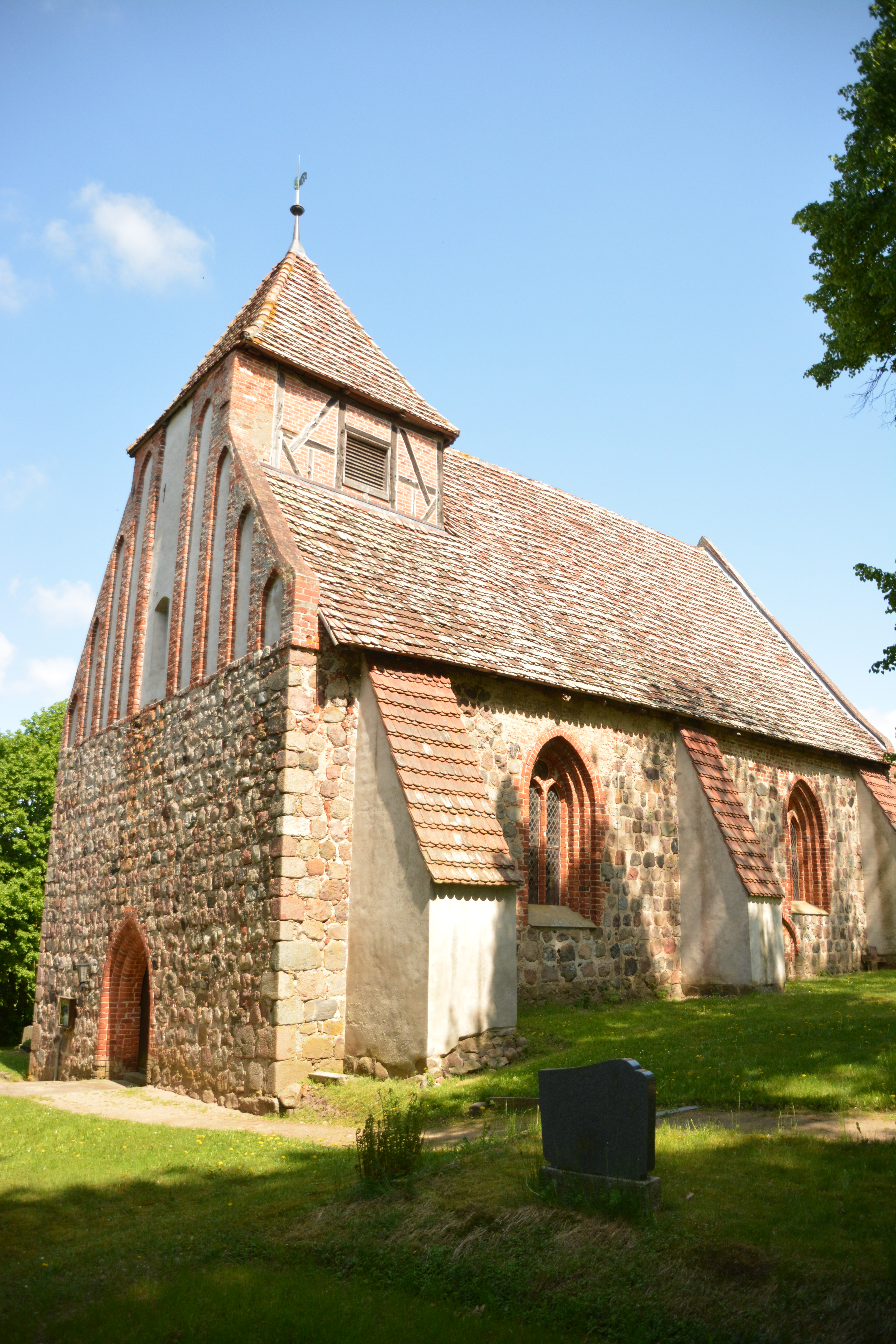
Dorfkirche Badendiek Südwestseite

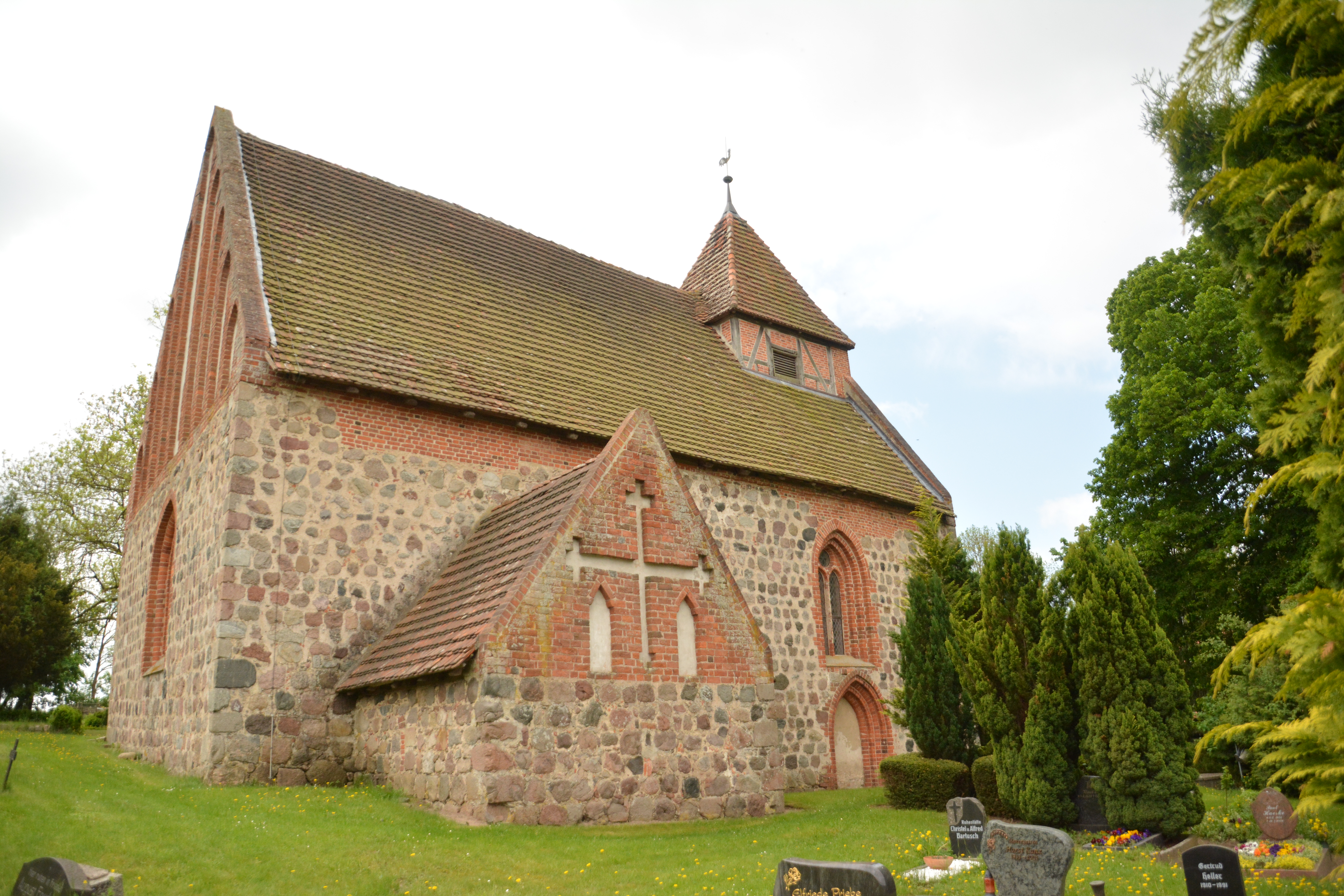
Nordseite

Die evangelische Dorfkirche Badendiek ist eine frühgotische Feldsteinkirche im Ortsteil Badendiek von Gutow im Landkreis Rostock in Mecklenburg-Vorpommern. Sie gehört zur Kirchengemeinde Lohmen in der Propstei Rostock der Evangelisch-Lutherischen Kirche in Norddeutschland (Nordkirche).

## Geschichte
Das Bauerndorf Badendiek, das von seinem Anfang an dem Güstrower Domstift gehörte, wurde bei dessen Errichtung im Jahre 1226 noch nicht genannt. Das waren die Dörfer Gutow, Bölkow, Ganschow und Dehmen, mit denen das Stift ausgestattet wurde. Fürst Heinrich Borwin II. gründete am 3. Juni 1226 in Güstrow ein Kollegiatstift mit zehn Präbenden und bewidmete diese. In Verbindung mit dem Burgwall von Bölkow wurde aber berichtet, dass die ganze Landschaft frühzeitig an geistliche Stiftungen verliehen wurde, namentlich im Jahre 1226 das Bölkow (Belicowe), auf dessen großer Feldmark das Kirchdorf Badendiek erbaut wurde. Aber noch im selben Jahrhundert erschienen zuerst 1273 Badendiek und Kotekendorf auf den Feldmarken der vier genannten Dörfern und gaben sich mit ihren Namen als deutsche Gründungen des Güstrower Kollegiatstiftes zu erkennen. Am 5. August 1273 bestätigte in Güstrow Fürst Nicolaus von Werle diese Verfügung für die Güter und Gerechtsame des Dom-Kollegiatstift zu Güstrow nochmals und dehnte sie auf weitere Besitzungen aus, darunter war auch das Dorf Badeniek. Auf Betreiben des Güstrower Propst Gottfried wurde das Dorf Badendiek vollständig aufgekauft.
Bis zur Reformation Mitte des 16. Jahrhunderts blieb Badendiek Eigentum des Güstrower Domes. Später ging auch das Dorf Badendiek in den Domanialverband über.
Unter den Urkunden im Landeskirchlichen Archiv in Schwerin befindet sich der Rentenbrief der Stadt Rostock vom 17. Januar 1568 für die Kirche zu Badendiek als Pergament mit dem großen Rostocker Stadtsiegel. Am 13. Dezember 1774 brannte das Pfarrhaus ab und alle Kirchenbücher wurden vernichtet.
Die Kirche Badendiek wurde 1973 mit der Kirche in Bellin und 1998 mit der Kirche in Kirch Rosin, mit der sie bereits seit 1584 den Pastor teilte, verbunden. 2005 mit der Kirche in Lohmen verbunden, wurden 2006 die Kirchen mit Lohmen zur Kirchgemeinde Lohmen vereinigt. Seit 2012 gehört Badendiek zur Kirchenregion Güstrow und zur Propstei Rostock.
Ab 1998 wurden an und in der Kirche Sicherungs- und Sanierungsarbeiten durchgeführt.
Die drei Strebepfeiler an der Südseite wurden nach Ausbesserungen mit einem hellen Kalkputz versehen und die Dachschräge mit Biberschwanzdachziegeln neue eingedeckt. Der Ost- und Westgiebel wurden komplett saniert. Von 2000 bis 2002 erfolgten der Einbau der Winterkirche mit Teeküche unter der Orgelempore und der Einbau von Toiletten im Turmuntergeschoss. Das Pfarrhaus in Badendiek wurde verkauft.

## Baubeschreibung

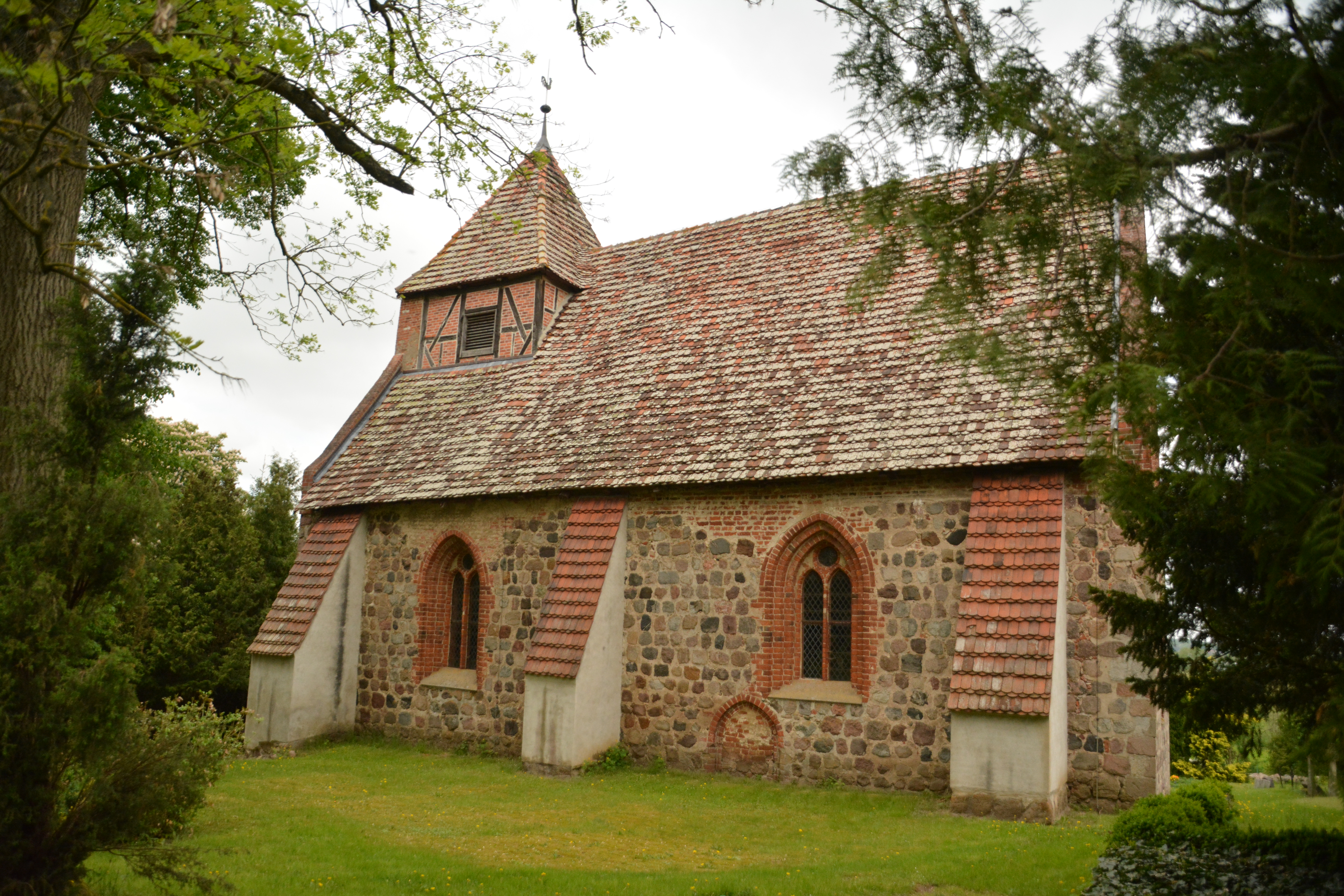
Südseite

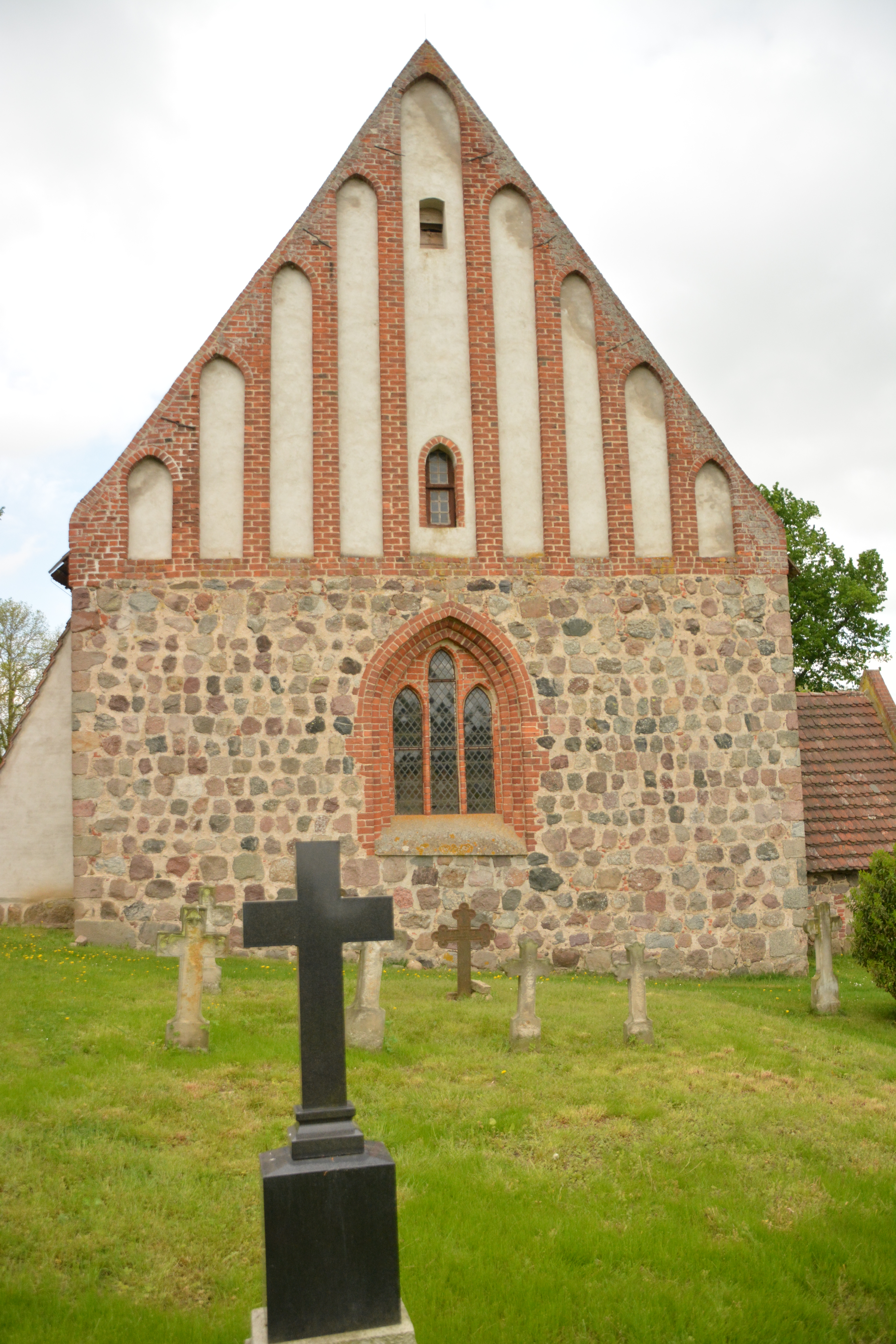
Ostgiebel

In den Jahren zwischen 1300 und 1320 wurden Dorfkirchen im Sinne der Backsteingotik errichtet. Zu diesen Feld- und backsteinsichtigen Saalbauten mit geradem Chorschluss zählt auch Badendiek. Bemerkenswert ist hier die Gliederung mit profiliertem Viertelstab an den Fenstern und den Portalen.

### Äußeres
Die Kirche Badendiek ist eine rechteckige Saalkirche aus regelmäßigem Feldsteinquadermauerwerk mit einem kreuzgewölbten Sakristeianbau im Norden aus der Zeit um 1310. Die beiden in Backstein ausgeführten Blendgiebel sind mit gestaffelten Spitzbogenblenden versehen. Im Giebeldreieck der Sakristei befindet sich ein Blendenkreuz. Auch die teils mit Viertelstäben profilierten, teils gestuften Gewände und die Teilungen der beiden an der Südseite und dem an der Nordseite zweiteiligen und dem dreiteiligen Spitzbogenfenster an der Ostseite sowie die Portale im Westen und Norden sind aus Backstein.
Das profilierte Nordportal und die schlichte Priesterpforte im Süden wurden nachträglich vermauert. Als Eingang dient das Westportal. Die verputzten, mit Dachziegeln gedeckten Strebepfeiler auf der Südseite wurden aus Sicherheitsgründen nachträglich angefügt.
Der westliche eingezogene Dachturm aus Fachwerk mit Pyramidendach wurde im 19. Jahrhundert erbaut.

### Inneres
Der Innenraum der Kirche wird von einer flachen Holzdecke überspannt.

#### Altar
Ein spätgotischer Flügelaltar aus dem frühen 16. Jahrhundert mit rustikalen, derben Gestalten in entstellender Fassung bildet das Hauptstück der Ausstattung. Die Bilder wurden in den Jahren 1880 und 1956 entstellend restauriert. Er zeigt im Schrein eine figurenreiche Kreuzigung und in den Flügeln je sechs Heilige in zwei Reihen übereinander. Man erkennt darunter die hl. Katharina mit Rad, den jugendlichen Laurentius in Diakonentracht, die hl. Agnes mit Lamm, den hl. Andreas mit Kreuz, die hl. Maria Magdalena mit Salbgefäss, den hl. Jakobus mit Pilgerhut, den hl. Petrus mit Schlüssel, die hl. Barbara mit Turm und die hl. Elisabeth mit Korb.

#### Kanzel
Die schlichte hölzerne Kanzel vom Ende des 17. Jahrhunderts besitzt eine durch Säulen gegliederte Brüstung mit neutestamentlichen Gemälden, welche die Geburt, die Kreuzigung, die Grablegung und die Auferstehung Jesu Christi zeigen. An der Südwand recht von der Kanzel hängt eine Tafel mit Namen von 18 ehemaligen Pastoren dieser Kirche.
An der Nordwand gegenüber der Kanzel hängt ein großes Triumphkreuz aus dem 15. Jahrhundert.
Eine Kabinettscheibe ist im Südostfenster eingebaut. Das Pastorengestühl zeigt die gemalte Darstellung eines betenden Geistlichen. In der Ostwand ist eine Sakramentsnische eingelassen.

#### Orgel
Die genormte Kleinorgel im neugotischen Prospekt mit drei Feldern ist ein Werk von Friedrich Hermann Lütkemüller von 1890 mit sechs Registern auf einem Manual und Pedal. Der Spieltisch befindet sich rechtsseitig mit weißen Manualuntertasten. Die Orgel stand ursprünglich auf der Westempore und wurde 1999 mit der Restaurierung durch den Mecklenburger Orgelbau Arnold aus Plau am See an die Nordseite in den Altarraum versetzt. Ihre Disposition lautet:
| Manual C–d3 |    |       |
| Principal   | 8′ | ab b0 |
| Salicional  | 8′ |       |
| Gedackt     | 8′ |       |
| Praestant   | 4′ |       |
| Floete      | 4′ |       |

| Pedal C–c1 |     |  |
| Subbaß     | 16′ |  |

Pedalkoppel (Fußschieber)

#### Glocken
Im Turm hingen drei Bronzeglocken. Die größte von 1,20 m Durchmesser wurde 1851 vom Glockengießer Johann Carl Ludwig Illies in Waren (Müritz) gegossen. Die zweite von 0,96 m Durchmesser wurde 1612 gegossen und trägt den Namen des Pastors Martinus Bambam. Die kleinste Glocke von 0,45 m Durchmesser hatte 1852 auch Illies aus Waren gegossen. Davor hing dort eine 1757 von Johann Valentin Schulz in Rostock gegossenen Glocke.

## Pastoren
Namen und Jahreszahlen bezeichnen die nachweisbare Erwähnung als Pastor.
- 1533–1541 Gherd Boje (Boie, Boyghe)
- 1541–0000 Kersten Boje (Boie)
- 1566–1597 Andreas Ebel
- 1597–1605 Theodorich Gerkens
- 1606–1633 Martin Bambach (Martinus Bambam) aus Malchow, Name auf einer Glocke von 1612
- 1634–1638 Johann Cordes aus Güstrow
- 1639–1675 Nicolaus Algrim aus Goldberg
- 1676–1709 Daniel Livonius I. (Levonius)
- 1709–1739 Daniel Livonius II. (Levonius)
- 1740–1741 Justus Friedrich Statius, ging nach Lübz
- 1741–1775 Joachim Prüssing
- 1776–1791 Zacherias Dietrich Susemihl
- 1792–1832 Johann Detlov Conrad Passow
- 1833–1833 Friedrich Eberhard Krümling, nur 5 Monate
- 1834–1843 Ludwig Johann Georg Susemihl, Sohn vom Vorgänger
- 1844–1853 Carl Friedrich Johann Marggraf
- 1854–1883 Dr. Franz Gustav Moritz Unbehagen aus Wismar
- 1883–1907 Heinrich Paul Friedrich Erdmann
- 1907–1925 Heinrich August Herrmann Louis Adolf Weißenborn aus Waren (Müritz)
- 1926–1927 Bruno Meyer
- 1928–1933 Walther Schultz, 1933 Landesbischof und Landeskirchenführer von Mecklenburg, 1945 Rücktritt, 1948 a. d. Dienst entlassen[14]
- 1934–1956 Heinz Taetow
- 1956–1959 Heinz Gaevert
- 1961–1996 Fritz Neubauer
- 2015–0000 Jonas Görlich in Lohmen

## Heutige Kirchengemeinde
Die Kirchengemeinde Badendiek gehört mit ihrer Kirche zur Kirchengemeinde Lohmen mit den Ortsteilen Altenhagen, Bellin mit Kirche, Bölkow, Braunsberg, Ganschow, Garden, Gerdshagen, Groß Breesen, Groß Upahl mit Kirche, Hägerfelde, Hohen Tutow, Karcheez mit Kirche, Kirch Kogel mit Kirche, Kirch Rosin mit Kirche, Klein Breesen, Klein Upahl, Klueß, Koitendorf, Lähnwitz, Lohmen mit Kirche, Marienhof, Mühlengeez, Mühl Rosin, Neuhof, Nienhagen, Oldenstorf, Prüzen, Reimershagen, Rothbeck, Rum Kogel, Schönwalde, Steinbeck, Suckwitz und Zehna mit Kirche.

### Gedruckte Quellen
- Mecklenburgisches Urkundenbuch (MUB)
- Mecklenburgische Jahrbücher (MJB)

### Ungedruckte Quellen
Landeshauptarchiv Schwerin (LHAS)
- LHAS 1.4-2 Städtische Urkundenbestände Güstrow. (1270–1689).
- LHAS 1.5-3/2 Kollegiatstift S. Cäcilie in Güstrow.
- LHAS 2.25-2 Superintendentur Güstrow, Teilbestand I. (1404, 1507–1888).
- LHAS 5.2-7/1 Mecklenburg-Schwerinsches Ministerium für Unterricht, Kunst, geistliche und Medizinalangelegenheiten. Mr. 4412 Küsterstelle zu Kirch Rosin für die Kirche Badendiek.

Landeskirchliches Archiv Schwerin (LKAS)
- LKAS, OKR Schwerin, Pfarrarchiv Badendiek, Nr. 1, Rentenbrief der Stadt Rostock für die Kirche zu Badendiek, 17. Januar 1568.
- LKAS, OKR Schwerin, Nr. 002 Kirchensteig von Kirch Rosin nach Badendiek 1855. Nr. 005 An das Staatsarchiv Schwerin abzuliefernde Kirchenakten 1778–1785. Nr. 023 a, b Ländereien der Kirche und Pfarre 1775–1867, 1867–1901.